# Vàng anh đầu đen
Vàng anh đầu đen (Danh pháp khoa học: Oriolus xanthornus) là một loài chim trong họ Họ Vàng anh (Oriolidae), thuộc bộ sẻ (Passeriformes) phân bố ở những vùng nhiệt đới ở Nam Á từ Ấn Độ và Sri Lanka cho tới Đông Indonesia. Ở Việt Nam, loài chim này tập trung nhiều nhất ở rừng miền Trung Việt Nam, miền Đông Nam bộ.

## Đặc điểm
Chúng có tầm vóc nhỏ, lúc trưởng thành dài khoảng 15 cm. Đặc điểm nổi bật của chim vàng anh là đầu đen, mỏ đỏ, mắt đỏ, chân nâu, toàn thân phủ màu vàng chanh, đuôi và vai cánh điểm màu đen trắng. Vàng anh có 16 giọng hót được phân khúc rất đặc sắc và hai giọng hót ru khi chúng nuôi con. Thức ăn chủ yếu của chúng là côn trùng và hoa quả rừng. Trong tự nhiên, tuổi thọ bình quân của chim vàng anh đầu đen vào khoảng mười năm. Chúng có tính độc đáo, sự khác thường của loài chim này. Điều khác biệt giữa vàng anh với các loài chim khác trong tự nhiên là chúng luôn tỏ thái độ thân thiện với con người.

## Sinh sản
Tổ Vàng Anh luôn làm cạnh đường đi ở trong rừng. Môi trường sống của chúng là rừng già và rừng thưa, nhưng nếu cánh rừng đó có những con đường thì thông thường loài chim này cũng đến làm tổ cạnh đường. Chúng có kiểu lót tổ nuôi con khá đặc biệt, tổ vàng anh được làm từ dây chùm roan–cây gỗ nhỏ, lá lớn, vỏ mềm, bên trong vỏ là những sợi tơ bền chắc. Người dân tộc thường tước vỏ cây chùm roan bện làm dây nỏ để săn bắn thú rừng.
Vàng anh thường đẻ ba trứng màu hồng nhạt. Khi vỏ trứng chuyển sang màu trắng là con sắp nở. Trong 17 ngày ấp trứng, cứ đều đặn khoảng 30 phút là chim mái trở mình đảo trứng một lần. Vàng anh ấp trứng đến ngày thứ 17 thì trứng bắt đầu nở. Vàng anh có đời sống tình cảm, nuôi con đặc sắc, thân thiện, Vàng Anh non chuyền cành theo quy tắc trưởng thành trước thì đi trước, làm mục tiêu cho những chim non nhỏ hơn chuyền theo sau. Sau khi chuyền cành (lúc này vàng anh non vẫn chưa biết bay) chim bố, chim mẹ phải đi theo chăm sóc, mớm mồi bảo vệ chim non nhiều tháng sau đó. 